# Werner O. Packull
Werner Otto Packull (* 14. Juli 1941 in Arklitten, Ostpreußen; † 27. April 2018 in Waterloo, Ontario) war ein kanadischer Historiker und Kirchenhistoriker deutscher Abstammung. Packull war Professor für Geschichte am Renision College und am Conrad Grebel College der Universität Waterloo.

## Leben

### Familie und Ausbildung
Seine Familie kam ursprünglich aus Ostpreußen. Packulls Vater war im Januar 1943 während des Zweiten Weltkrieges an der Ostfront verschollen. Seine Mutter floh im Frühjahr 1945 mit ihm und seinen zwei Geschwistern vor der Roten Armee mit dem Schiff über Königsberg nach Dänemark.
1949 ließ sich die Familie in Rheinfelden nieder. Packull konnte die Volksschule beenden und begann 1954 eine berufliche Ausbildung als Mühlenbauer und Schlosser. 1957 wanderte die Familie nach Guelph in der kanadischen Provinz Ontario aus. Für sechs Jahre besuchte er das Prairie Bible Institute in Alberta.

### Beruflicher Werdegang
Später besuchte er die University of Guelph, unterstützte aber gleichzeitig als Arbeiter in einer Fabrik seine Familie finanziell. 1969 konnte er sein Studium mit dem Bachelor of Arts sowie einem Bachelor of Theology am Emmanuel Bible College beenden. Ein Jahr später erhielt Packull den Master in Geschichte von der Waterloo University in Ontario. Sein Betreuer an der Universität Waterloo war Kenneth Ronald Davis, der ihn mit dem Täufertum vertraut machte, das von da an sein Forschungsschwerpunkt wurde.
Als Doktorand für Geschichte schrieb er sich an der Queens University in Kingston ein. Dort hörte er Vorlesungen bei dem nur wenige Jahre älteren James M. Stayer zur Geschichte der Reformation. Stayer verfasste nach Packulls Tod einen Nachruf auf ihn, der im The Mennonite Quarterly Review veröffentlicht wurde sowie eine Kurzbiografie für das Mennonitische Lexikon. 1974 promovierte Packull zum Doktor der Philosophie an der Queens University mit einer Dissertation über den Einfluss der mittelalterlichen Mystik auf die süddeutsche-österreichische täuferische Bewegung.
Packull selbst lehrte nun als Professor an kirchlichen Colleges, von 1972 bis 1983 am Renision College und von 1983 bis 2002 am Conrad Grebel College, die mit der Universität Waterloo verbunden waren. Während dieser Zeit untersuchte er die Anfänge der Hutterischen Bewegung, leistete aber auch bedeutende Beiträge zur Erforschung des norddeutschen und niederländischen Täufertums sowie Biografien aus dieser Zeit unter anderem über Melchior Hoffman, Anneken Jans und Melchior Rinck. Einige biografische Beiträge schrieb er für die Theologische Realenzyklopädie und als Mitautor für das Archiv für Reformationsgeschichte.

### Ehe und Nachkommen
2002 wurde Werner Packull emeritiert. Er starb am 27. April 2018, im Alter von 76 Jahren, in Waterloo. Packull war seit August 1964 mit Karin Fiebig verheiratet. Seine Frau kam ursprünglich aus Westpreußen, beide lernten sich in Guelph kennen. Das Paar hatte einen Sohn.

## Veröffentlichungen (Auswahl)
- Mysticism and the early South German-Austrian Anabaptist movement, 1525–1531. Herald Press, Scottdale 1977, ISBN 9780836111309.
- Radikale Reformatoren. als Mitautor, Beck, München 1978, ISBN 9783406067839.
- Rereading Anabaptist beginnings. CMBC Publications, Winnipeg 1991, ISBN 9780920718452.
- Die Anfänge des Täufertums in Tirol. Verlag Hermann Nachfolger, Weimar 1994.
- Hutterite Beginnings. Communitarian Experiments During the Reformation. Johns Hopkins University Press, Baltimore / London 1999, ISBN 9780801862564.
- Die Hutterer in Tirol. Frühes Täufertum in der Schweiz, Tirol und Mähren. Universitätsverlag Wagner, Innsbruck 2000, ISBN 9783703003516.